# Второй национальный фронт Эскамбрая
Второй национальный фронт Эскамбрая (исп. Segundo Frente Nacional del Escambray), Фронт Эскамбрай (исп. Frente Escambray) — кубинское партизанское формирование и революционно-демократическое движение 1957—1965. Сыграл важную роль в Кубинской революции и свержении Фульхенсио Батисты. Выступил против режима Фиделя Кастро, активно участвовал в антикоммунистическом Восстании Эскамбрай. Действовал в военно-политическом союзе с Народно-революционным движением и Альфа 66.

## Создание

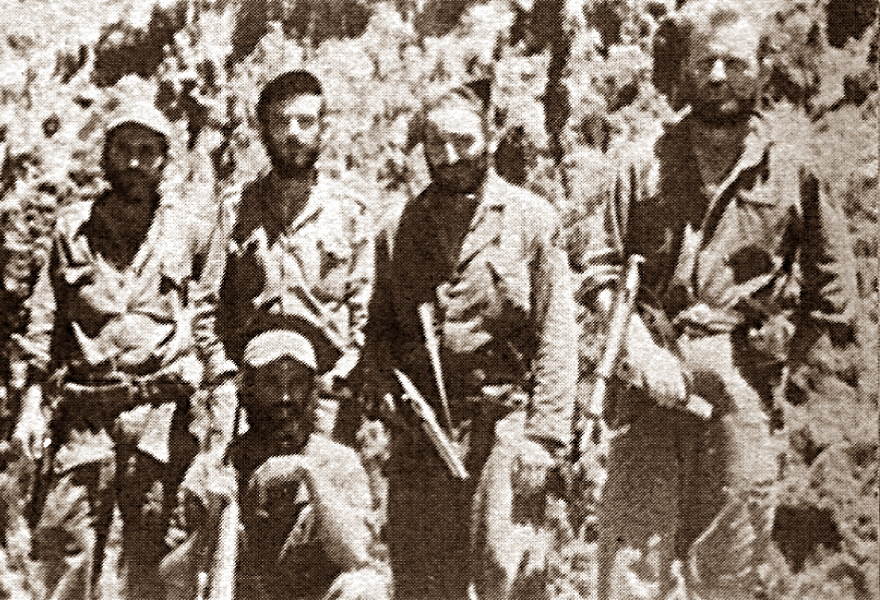
Нене Франсиас, Элой Гутьеррес Менойо, Хосе Гарсиа, Генри Фуэрте, Уильям Морган в 1958 году

Партизанское движение в горном массиве Эскамбрай началось осенью 1957. Первым его организатором стал кубинский революционер и демократический социалист испанского происхождения Элой Гутьеррес Менойо. Толчком к развёртыванию стало неудачное нападение на дворец диктатора Фульхенсио Батисты 13 марта 1957 и последовавшие репрессии. Создавалось «партизанское крыло» Революционного директората 13 марта (DRE).
Гутьеррес Менойо провёл разведку в горах и задумал создание здесь повстанческого очага. Его поддержали кубинский революционер американского происхождения Уильям Морган, активисты антибатистовского движения Армандо Флейтес, Хесус Каррерас, Макс Лесник, Хенаро Арройо, Ласаро Артола, Доминго Ортега, Ласаро Асенсио, Анхель Баньос, Рохер Редондо, Рамиро Лоренсо, Эверардо Салас, Хорхе Кастельон, Нене Франсаис, Генри Фуэрте, Анастасио Карденас. Большинство из них состояли в DRE, первоначально к этой группе примыкал Фауре Чомон.
10 ноября 1957 Гутьеррес Менойо и его сторонники создали Второй национальный фронт Эскамбрая — Фронт Эскамбрай. Учредительное Собрание было проведено в селении Банао провинции Лас-Вильяс. Целью организации являлось свержение диктатуры Батисты путём вооружённой борьбы. Название отражало признание приоритета Движения 26 июля, действовавшего в Сьерра-Маэстре под руководством Фиделя Кастро.

## Война против Батисты
31 января 1958 в провинцию Камагуэй тайно прибыла из Майами группа активистов с партией оружия и оснащения. 13 февраля 1958 состоялось очередное собрание в горах близ Тринидада, на котором был выработан план действий (иногда датой создания Фронта считается этот день). 24 февраля 1958 был издан Манифест Эскамбрай — программная декларация Фронта.
Манифест призывал к вооружённой борьбе против режима Батисты, за восстановление демократической Конституции 1940 года и революционные социальные преобразования. Программа носила широкий общедемократический характер, ориентировалась на привлечение всех противников Батисты. В целом она сводилась к свержению диктатуры и была довольно расплывчата в части будущих преобразований. Но важной отличительной чертой Фронта являлся последовательный антикоммунизм. В Манифесте особо отмечалось противостояние «тем, кто недавно поддерживал нацистов на завоёванных землях Европы». Изначальное отсутствие коммунистического влияния впоследствии являлось предметом гордости Второго национального фронта.
К Фронту Эскамбрай примыкали активисты DRE и других демократических антибатистовских организаций. В течение 1958 года около трёх тысяч бойцов Фронта под командованием Гутьерреса Менойо, Моргана, Лесника, Флейтеса, Каррераса вели активные военные действия, вытесняя армию Батисты из Эскамбрая. Параллельно под руководством Чомона велась городская герилья. Между армиями Кастро и Гутьерреса Менойо поддерживались координация и сотрудничество. В то же время с самого начала политические отношения были сложными и настороженными. Особенно негативно относился к Фронту Эскамбрай Эрнесто Че Гевара. Наиболее серьёзные конфликты возникали у Гевары с убеждённым антикоммунистом Каррерасом. Гевара обвинял Фронт в грабежах и скотокрадстве — в ответ утверждалось, что эти нападки отражали недовольство Гевары отказом Фронта стать под его командование.
1 января 1959 повстанцы Второго национального фронта вступили в Гавану раньше войск Фиделя Кастро и Че Гевары.

## Восстание против Кастро
После победы Кубинской революции деятели Второго национального фронта были оттеснены от власти группой Кастро и Гевары. Несмотря на демократические антидиктаторские лозунги, новая правящая группа сконцентрировала в своих руках всю полноту власти. Ликвидировалась политическая оппозиция, независимые общественные организации, устанавливалась жёсткая цензура, преследовалось инакомыслие даже революционного толка. Проводилась политическая унификация на основе Объединённых революционных организаций. Власть нового чиновничества расширилась по сравнению с временами Батисты. Кастроизм и геваризм у власти приобретали типичные черты коммунистического государства.
Уже с весны-лета 1959 года лидеры и активисты Второго национального фронта начали подготовку к борьбе против режима Кастро. Элой Гутьеррес Менойо вновь перебрался в Эскамбрай. Многие крестьяне этого региона отвергали аграрную реформу, которую по установкам Че Гевары проводил в провинции Лас-Вильяс догматичный коммунист Феликс Торрес. Гутьеррес Менойо, Уильям Морган, другие командиры Второго национального фронта были популярны в этой среде. Таким образом сформировалась социальная база антикастровского и антикоммунистического повстанческого движения. Первой его организующей силой выступил Второй национальный фронт.
Восстание Эскамбрай развернулось с 1960. На первом его этапе ведущими лидерами являлись командиры Второго национального фронта — Освальдо Рамирес, Плинио Прието, Эдель Монтьель. Отдельным отрядом командовал Элой Гутьеррес Менойо. 15 июля 1961 на собрании повстанческих командиров в Сикатеро была учреждена Национально-освободительная армия (ELN) — Кубинская антикоммунистическая армия под командованием Освальдо Рамиреса. 10 ноября 1961 Гутьеррес Менойо объявил о воссоздании военно-политической структуры Второго национального фронта. Оперативное командование принял Эверардо Салас, крупными отрядами командовали Ригоберто Тартабуль и Адольфо Сархен.
С конца 1960 года власти развернули массированную военную кампанию — La Primera Limpia del Escambray — «Первую чистку Эскамбрая». Второй национальный фронт объявлен враждебной организацией. Гутьеррес Менойо под напором правительственных сил отступил с Кубы во Флориду, 11 марта 1961 расстреляны Уильям Морган и Хесус Каррерас. Гибель американца Моргана сильно подорвала связи Фронта Эскамбрай с США. 16 апреля 1962 погиб в бою Рамирес, 19 июля 1962 расстрелян Салас, вскоре после этого убиты Тартабуль и Сарген. Политическое руководство восстанием перешло к более правым силам. Главнокомандующими ELN после революционера Рамиреса стали такие деятели, как землевладелец Томас Сан-Хиль, бывший батистовский солдат Эмилио Карретеро, изначальный противник революционных властей Чеито Леон.

## Атаки из эмиграции
Элой Гутьеррес Менойо создал в Майами антикастровскую организацию Альфа 66 и начал боевые рейды на Кубу. 19 мая 1963 было объявлено об объединении Альфа 66, антикастровской подпольной организации Народно-революционное движение (MRP) и Второго национального фронта в военно-политический альянс — II F-A 66-MRP. Платформа национал-демократического и антикоммунистического толка в целом повторила установки Манифеста Эскамбрай. Разработанный План «Омега» предусматривал развёртывание на Кубе полномасштабной партизанской войны — причём исключительно внутренними силами, без участия США или ОАГ. База проникновения на Кубу располагалась в Доминиканской Республике.
25 января 1965 Элой Гутьеррес Менойо, Доминго Ортега Гомес, Ноэль Салас Сантос и Рамонин Кесада Акоста были взяты в плен кубинскими правительственными войсками. Официальное сообщение характеризовало Гутьерреса Менойо как «главаря контрреволюции». Особо указывалось на принадлежность арестованных к II F-A 66-MRP. Гутьеррес Менойо провёл в заключении более двадцати лет, впоследствии эмигрировал и снова вернулся на Кубу в качестве «официального диссидента», с программой мирного протеста и упорядоченных реформ (он даже был публично принят Фиделем Кастро).
С 9 февраля 1965 командование II F-A 66-MRP принял Армандо Флейтес Диас. 18 июля 1967 кубинские органы госбезопасности захватили группу боевиков, планировавших убийство Кастро. Хосе Рой Родригес, Альберто Ласерика Диас, Франсиско Авила Аскуй и Пабло Гарсиа Рокета назвались членами Второго национального фронта. Это подтвердил в Майами Армандо Флейтес. Рой Родригес также дал показания о связях с ЦРУ, но этого Флейтес не подтверждал.
Вооружённые атаки и диверсии Альфа 66 на кубинской территории продолжались до начала 2000-х, однако Второй национальный фронт в этой связи уже не упоминался. Наследие Фронта сохраняется как политико-идеологический фактор в кубинской оппозиции — нереализованный шанс демократического развития революции.